# Casse-Noisette (film, 1973)
Casse-Noisette (Щелкунчик, Chctchelkountcik) est un film d'animation soviétique réalisé par Boris Stepantsev, sorti en 1973.

## Fiche technique
- Titre original : Щелкунчик
- Titre français : Casse-Noisette[1]
- Réalisation : Boris Stepantsev
- Scénario : Boris Stepantsev, Boris Larine
- Photographie : Mikhaïl Drouïan
- Musique : Piotr Tchaïkovski
- Son : Boris Filtchikov
- Production : Soiouzmoultfilm
- Pays d'origine : URSS
- Format : Couleurs - 35 mm - Mono
- Langue : russe
- Genre : conte merveilleux
- Durée : 27 minutes
- Date de sortie : 
  - Union des Républiques socialistes soviétiques : 1er janvier 1973

## Distribution

### Voix originales
aucune